# بخش بارایچ
بخش بارایچ (به انگلیسی: Bahraich district) یک منطقهٔ مسکونی در هند است که در ایالت اوتار پرادش واقع شده‌است. بخش بارایچ ۴٬۶۹۶٫۸ کیلومتر مربع مساحت و ۳٬۴۷۸٬۲۵۷ نفر جمعیت دارد.